# Heini Müller
Heini Müller (auch Heinrich oder Heiner Müller) (* 18. Februar 1934 in Roth) ist ein ehemaliger deutscher Fußballspieler und Trainer.

## Spielerlaufbahn
Er spielte von 1956 bis 1967 insgesamt 313 Mal für den 1. FC Nürnberg, davon 115 Mal (39 Tore) in der damals erstklassigen Oberliga Süd und nach Einführung der Bundesliga noch 43 Mal (7 Tore) in dieser. Die meiste Zeit spielte er als Stürmer, wechselte jedoch die letzten zwei Jahre seiner Spielerkarriere ins Mittelfeld.
Den größten Erfolg konnte er 1961 mit dem 1. FC Nürnberg feiern. Er gehörte zu einer jungen Mannschaft um den alten Helden von Bern Max Morlock, die am 24. Juni im Niedersachsenstadion von Hannover Borussia Dortmund mit 3:0 besiegte. Heini Müller erzielte kurz vor der Pause das vorentscheidende 2:0 (44. Minute). Den Gewinn der deutschen Meisterschaft kommentierte Müller: „Ach, ich bin ja so froh. Wenn nicht so viele Leute da wären, tät ich am liebsten a bisserl weinen. Vielleicht die einzige Deutsche, die du mitmachst, hab ich gedacht. Da hab ich mich halt reinghängt.“
Beim Pokalsieg 1962 fehlte Müller in der Endspielelf des 1. FC Nürnberg. Allerdings zog er mit seinem Club ins Viertelfinale des Europapokals der Landesmeister ein und gehörte zu der Elf, die dort im Hinspiel Benfica Lissabon mit Eusebio 3:1 besiegte, jedoch im Rückspiel mit 0:6 verlor und ausschied.
Bevor der Club 1968 zum neunten Mal Deutscher Meister wurde, musste Heini Müller wegen einer Lebererkrankung seine Laufbahn vorzeitig beenden. Er ist allerdings noch 2002 als Spieler in der Traditionsmannschaft des 1. FC Nürnberg aktiv gewesen.
Nach dem Endspiel um die deutsche Meisterschaft 1961 versprach Nationaltrainer Sepp Herberger Heini Müller zwar eine Berufung in die Nationalmannschaft. Trotzdem wurde er nie in der A-Nationalmannschaft eingesetzt. Im März 1957 kam Müller zu zwei Einsätzen in der deutschen B-Fußballnationalmannschaft. Er spielte am 6. März 1957 bei dem 4:0-Sieg gegen Österreich und am 27. März 1957 bei dem 3:3 gegen die Auswahl der Niederlande.

## Trainerlaufbahn
Als Trainer war Heini Müller nur im Amateurbereich aktiv, unter anderem trainierte er die Amateure des 1. FC Nürnberg.

## Vorname
Obwohl er unter dem Namen Heinrich oder Heiner bekannt ist, ist sein tatsächlicher Taufname und der Name, der im Standesamt eingetragen wurde, Heini.

## Familie
Heini Müller ist der Vater des ehemaligen Fußballprofis und heutigen Fußballtrainers Bernd Müller und der Großvater des Fußballprofis Jim-Patrick Müller.

## Erfolge
Als Spieler:
1× Deutscher Meister (1961)